# Zlatno tele
Priča o zlatnom teletu primjer je što se misli pod idolopoklonstvom. U Starom zavjetu, u Knjizi Izlaska u glavi 20 rečeno je, da čovjek ne smije imati drugih bogova uz Boga i da si ne pravi zlatne bogove.
U 32. glavi Knjige Izlaska opisano je, kako je Mojsije primio od Boga na brdu Sinaj Deset zapovijedi. Dok je Mojsije bio gore na brdu, narod je zamolio Arona da napravi boga kojem bi se mogli klanjati. Aron je uzeo nakit od ljudi i napravio je tele od zlata. Zatim je narod prinosio žrtve teletu i igrao u njegovu čast. Kada je Mojsije sišao s brda i vidio da narod prinosi žrtve teletu, razgnjevio se i razbio je dvije ploče s Božijim zapovjedima. Zlatno tele je spalio u ognju a njegov prah pomiješao s vodom i dao ga piti narodu.
Priča o Mojsiju i zlatnom teletu pojavljuje se i u Kuranu, sura 20:85-97.